# Cordillera de los Chilenos
La cordillera de los Chilenos es un cordón montañoso situado en la Región de Atacama que se levanta en los cabezales de las quebradas de Carrizalillo y San Miguel y separando ambas quebradas de los orígenes del río Jorquera y del río Figueroa.